# 睾丸网
睾丸网（英語：Rete testis）是位于睾丸纵隔的直精小管汇合网络，由此于睾丸的后缘上部发出睾丸输出小管，运输精子至附睾。它是女性卵巢网的同源物。

## 结构

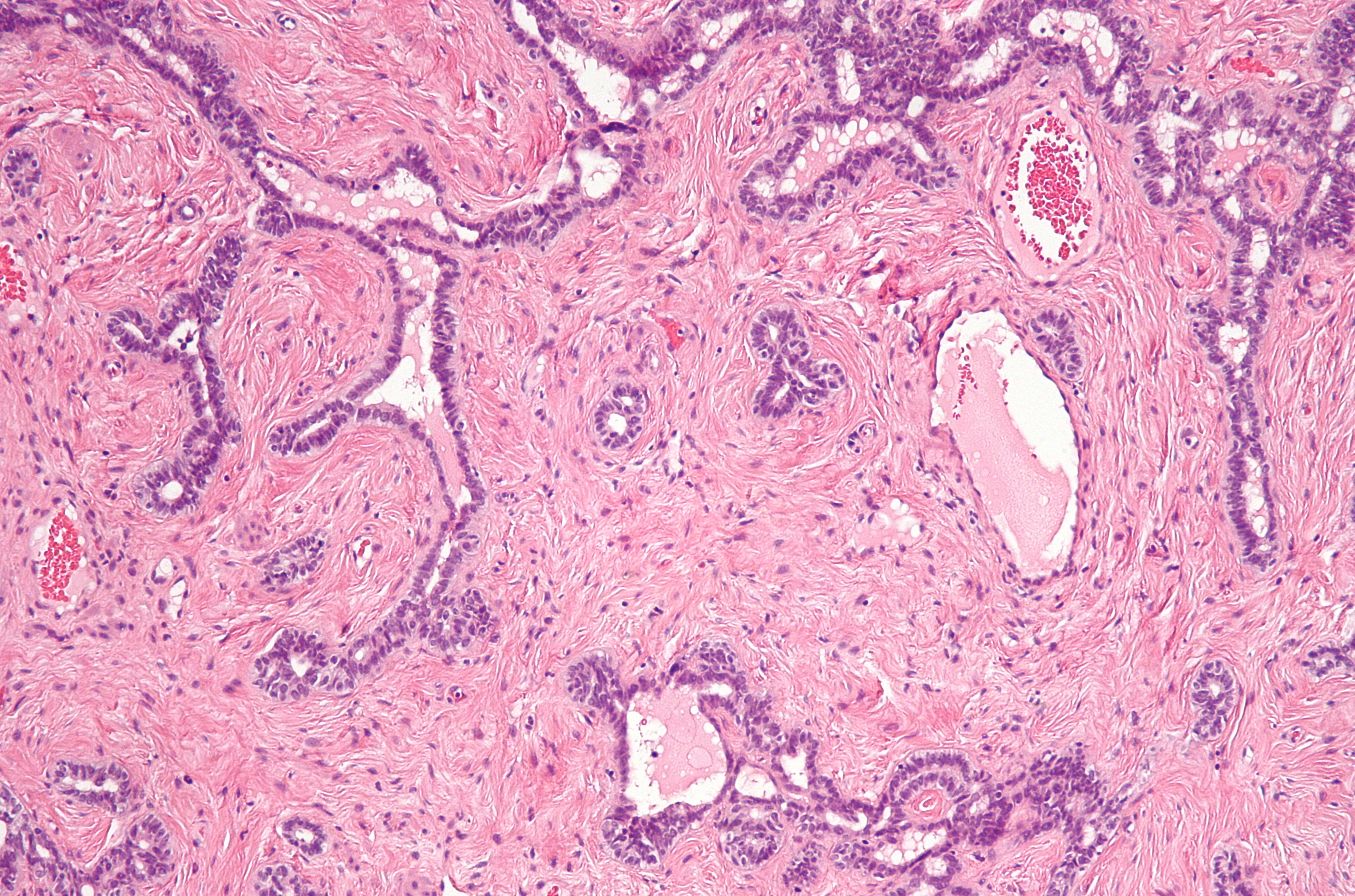
睾丸网的显微照片， H&E 染色

睾丸网是相互连接的小管网络，其中位于纵隔睾丸中富含血管的结缔组织内的直精小管（生精小管的末端部分）是空的。 上皮细胞呈单层立方状被覆于小管的内表面，细胞表面有微绒毛和一根纤毛。 

## 发生
在泌尿和生殖器官的发育过程中，睾丸和卵巢的发育方式极为相似，它们均源自中胚层和中肾。与卵巢一样，睾丸在最初阶段由一个核心组织和一层表面上皮构成。在这个核心组织中，会出现一系列的索状结构，这些索状结构向未来的门部区域延伸，并形成一个网络，这个网络最终发展成为睾丸网。

## 功能
睾丸网的功能似乎是在精子离开生精小管时将其混合。精子在支持细胞的分泌稀释物中离开生精小管。睾丸网的主要功能是将精子混合并运输到睾丸输出小管中，并通过有限的分泌和重吸收来改变管腔液体。睾丸网重吸收约 95% 的液体成分，增加精子在进入附睾之前的浓度。

## 补充图片

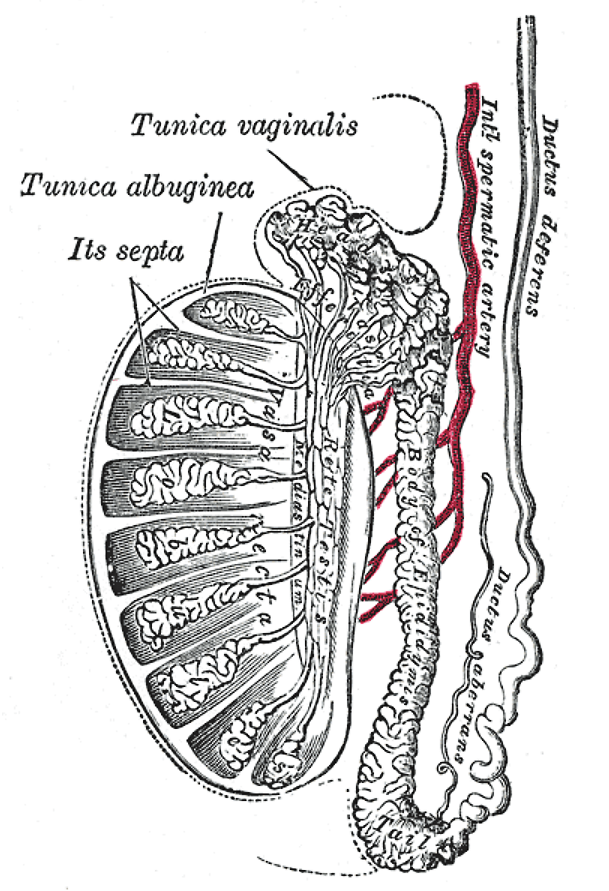
睾丸的垂直剖面，显示导管的排列。
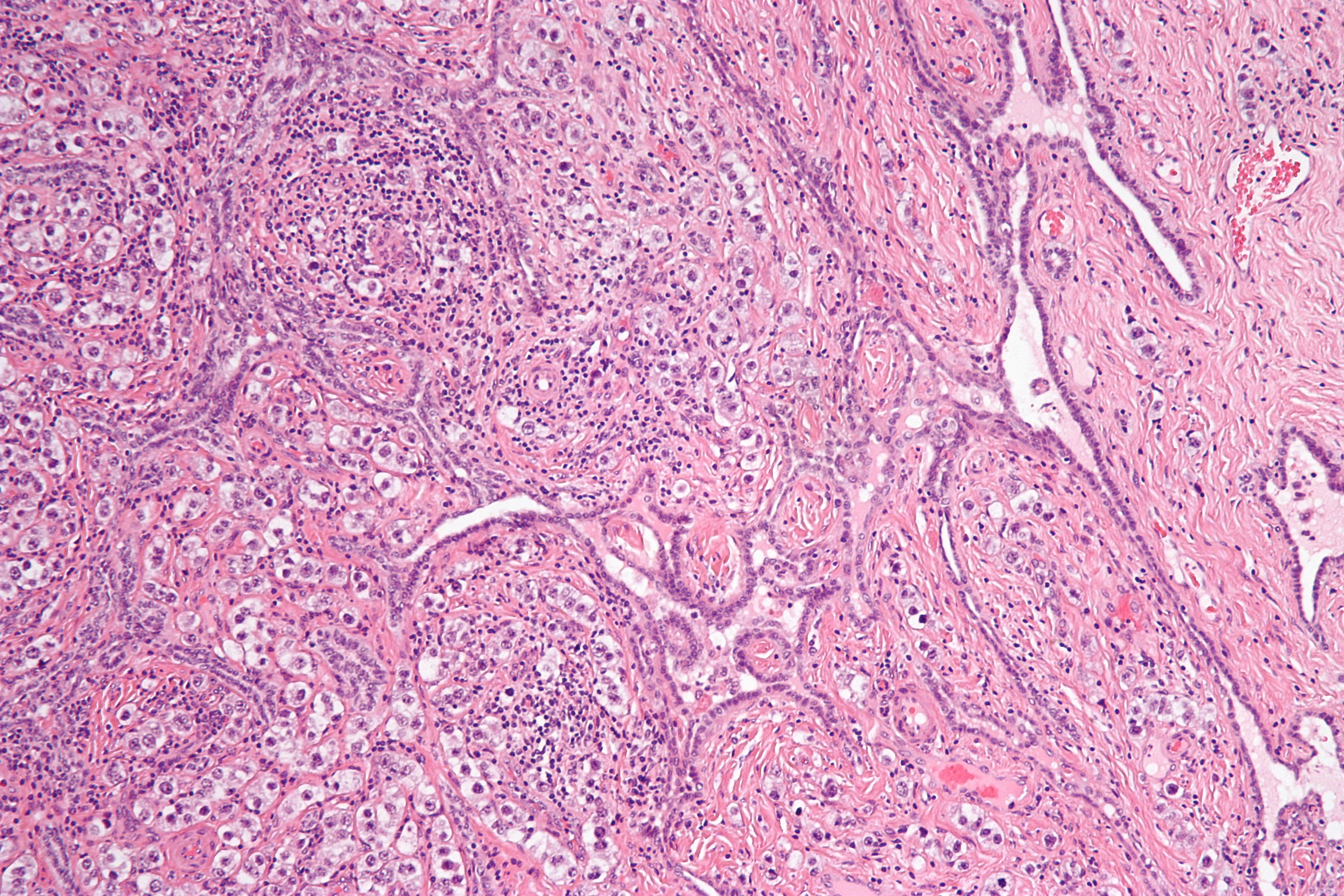
精原细胞瘤侵袭睾丸网的显微照片。H&#38;E染色。
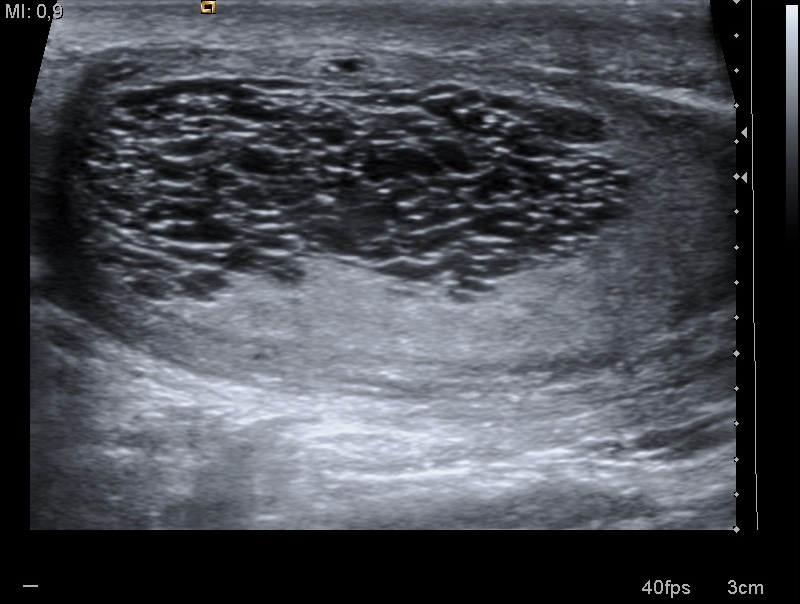
睾丸网管状扩张